# Архімед (кратер)

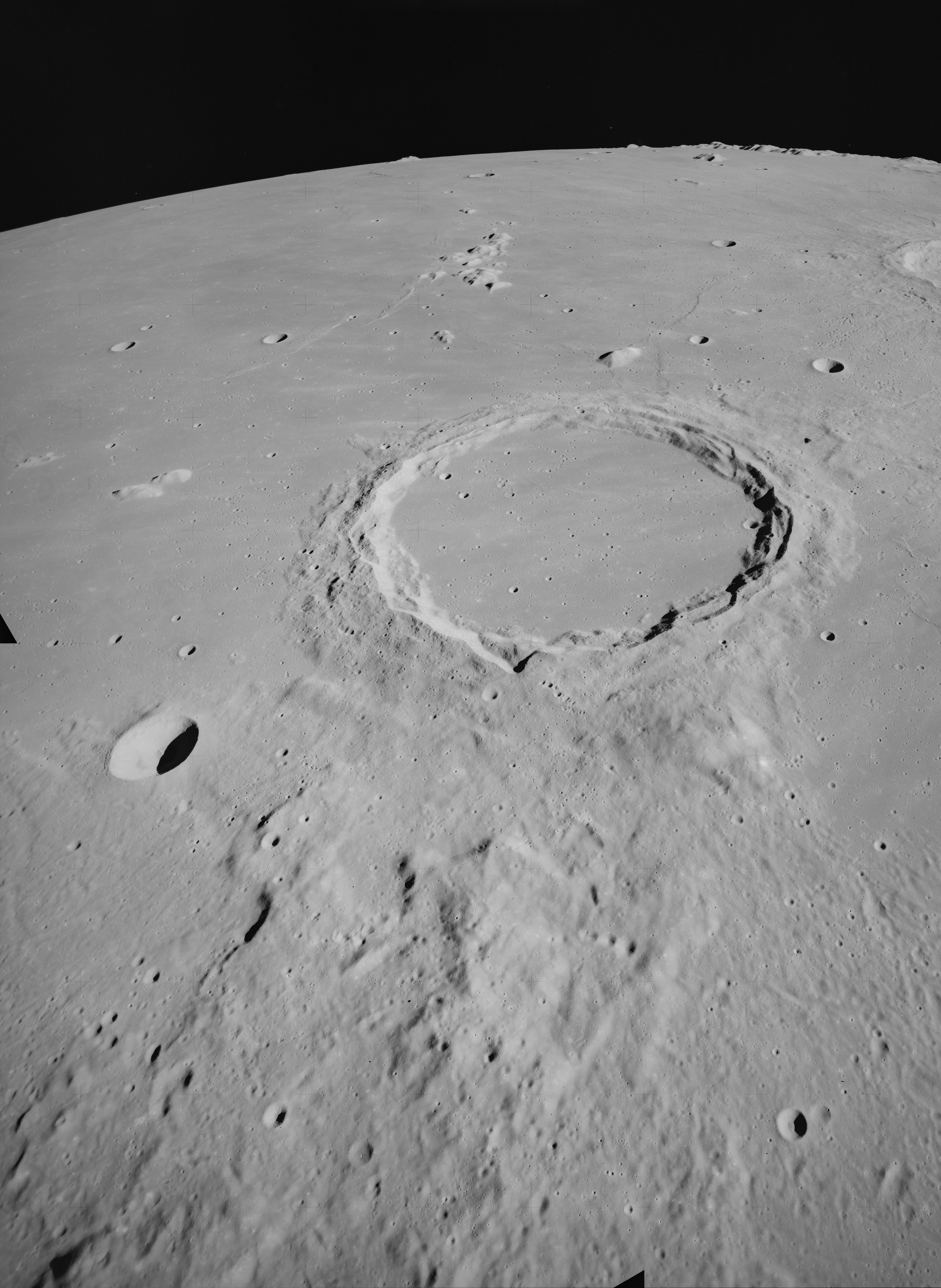
Архімед з Аполлона 15. Фото НАСА.

Архімед — великий місячний ударний кратер на східному краю Моря Дощів. Його діаметр 81 км.

## Опис
Архімед за діаметром є найбільшим з усіх кратерів у Морі Дощів. Край має значний зовнішній вал, освітлений викидом, і верхню частину терасової внутрішньої стіни, але не має системи променів, пов’язаної з молодшими кратерами. Трикутний мис тягнеться на 30 кілометрів від південного сходу краю.

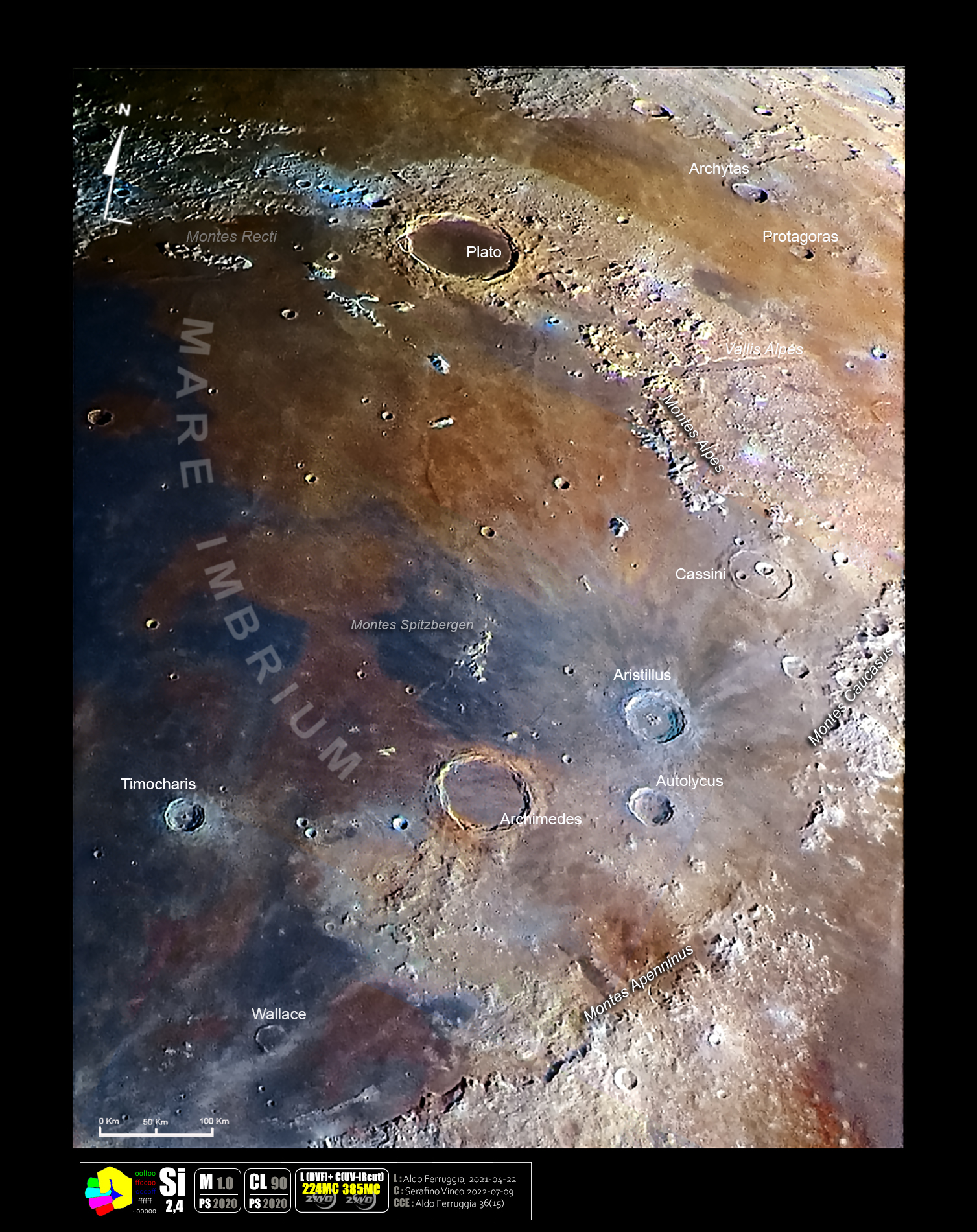
Область кратера на селенохроматичному зображенні (Si)

Всередині кратера немає центральної вершини, і він затоплений лавою. Він позбавлений значних виступів, хоча біля краю є кілька крихітних метеоритних кратерів. На дні лежать розкидані шматки яскравого матеріалу променів, найімовірніше, утворені ударом, який створив Автолік.
Архімед — кратер верхньоімбрійського періоду.

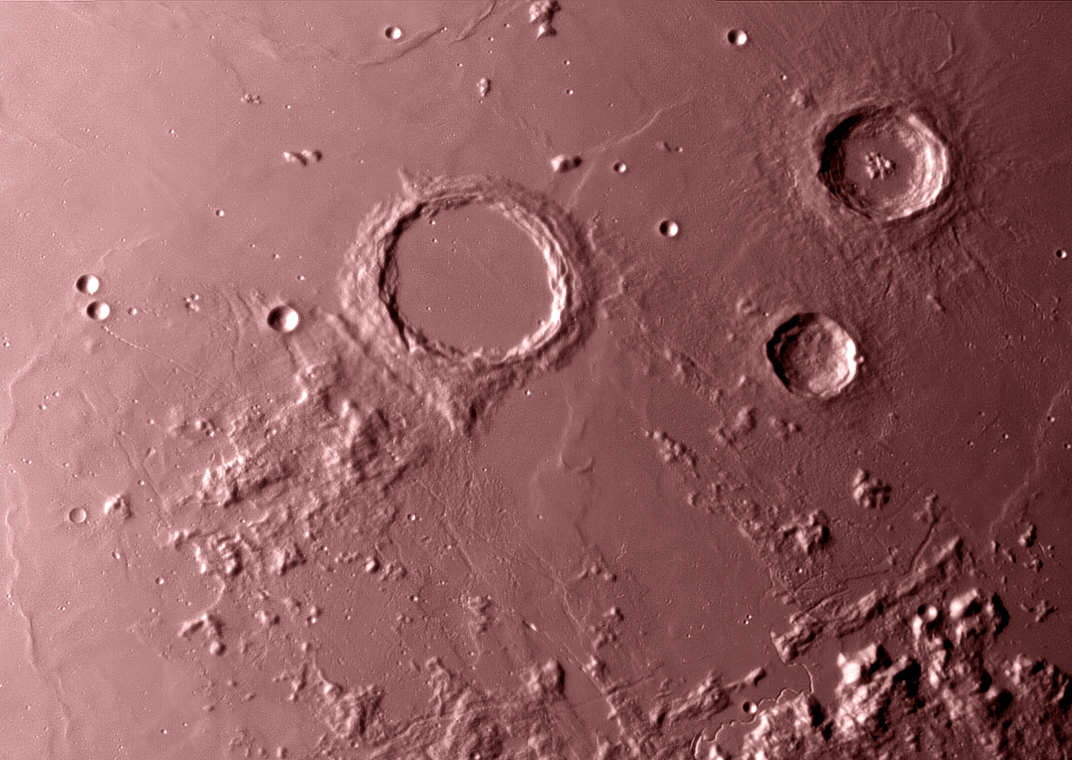
Місячний кратер Архімед в інфрачервоному діапазоні. Зображення надано NOT і Стокгольмська обсерваторія : M. Gålfalk, G. Olofsson та H.-G. Флорен, знято камерою SIRCA.

## Оточення
На південь від Архімеда простягається гора Архімеда, гірський район. На південно-східному краї розташоване Болото Гниття, затоплена лавою рівнина, що містить систему борозен під назвою Rimae Archimedes, яка простягається на 150 кілометрів. На північний-північний захід від Архімеда стоять Гори Шпіцберген, низка вершин у Морі Дощів. На схід від Архімеда знаходиться кратер Автолік. На північний схід від Архімеда знаходиться видатний кратер Арістілл. Лавова рівнина між Архімедом, Арістіллом і Автоліком утворює Затоку Місячника Моря Дощів. Зморшкуватий хребет веде від Архімеда на північ-північний захід, перетинаючи це море.

## Назва
Архімед названий на честь грецького вченого Архімеда. Як і багатьом кратерам на видимому боці Місяця, назву йому дав Джованні Річчолі, чия номенклатурна система 1651 року стала стандартизованою. Раніше місячні картографи давали цьому об’єкту різні назви. На карті Майкла ван Лангрена 1645 року це місце називається «Рома» на честь міста Рим. Йоганн Гевелій назвав його «Mons Argentarius» на честь регіону Монте-Арджентаріо в Італії.

## Дослідження
Ділянка місячної поверхні між Архімедом і Автоліком була місцем аварійної посадки радянського зонда Луна-2. Це був перший апарат, який досяг поверхні Місяця, здійснивши посадку 13 вересня 1959 року.

## Супутні кратери
За домовленістю ці об’єкти позначаються на місячних картах шляхом розміщення літери на тій стороні середини кратера, яка є найближчою до Архімеда.
| Архімед | Широта       | Довгота    | Діаметр |
| ------- | ------------ | ---------- | ------- |
| C       | 31.6° пн. ш. | 1.5° з. д. | 8 км    |
| D       | 32.2° пн. ш. | 2.6° з. д. | 5 км    |
| E       | 25.0° пн. ш. | 7.2° з. д. | 3 км    |
| G       | 29.1° пн. ш. | 8.2° з. д. | 3 км    |
| H       | 23.9° пн. ш. | 7.0° з. д. | 4 км    |
| L       | 25.0° пн. ш. | 2.6° з. д. | 4 км    |
| M       | 26.1° пн. ш. | 3.2° з. д. | 3 км    |
| N       | 24.1° пн. ш. | 3.9° з. д. | 3 км    |
| P       | 25.9° пн. ш. | 2.5° з. д. | 3 км    |
| Q       | 28.5° пн. ш. | 2.4° з. д. | 3 км    |
| R       | 26.0° пн. ш. | 6.6° з. д. | 4 км    |
| S       | 29.5° пн. ш. | 2.7° з. д. | 3 км    |
| T       | 30.3° пн. ш. | 5.0° з. д. | 3 км    |
| U       | 32.8° пн. ш. | 1.9° з. д. | 3 км    |
| V       | 32.9° пн. ш. | 4.0° з. д. | 3 км    |
| W       | 23.8° пн. ш. | 6.2° з. д. | 4 км    |
| X       | 31.0° пн. ш. | 8.0° з. д. | 2 км    |
| Y       | 29.9° пн. ш. | 9.5° з. д. | 2 км    |
| Z       | 26.8° пн. ш. | 1.4° з. д. | 2 км    |

Наступні кратери були перейменовані МАС .
- Архімед А - див. Бенкрофт[en] .
- Архімед F - див. Макміллан[en].
- Архімед К - див. Шпор[en].

## Галерея

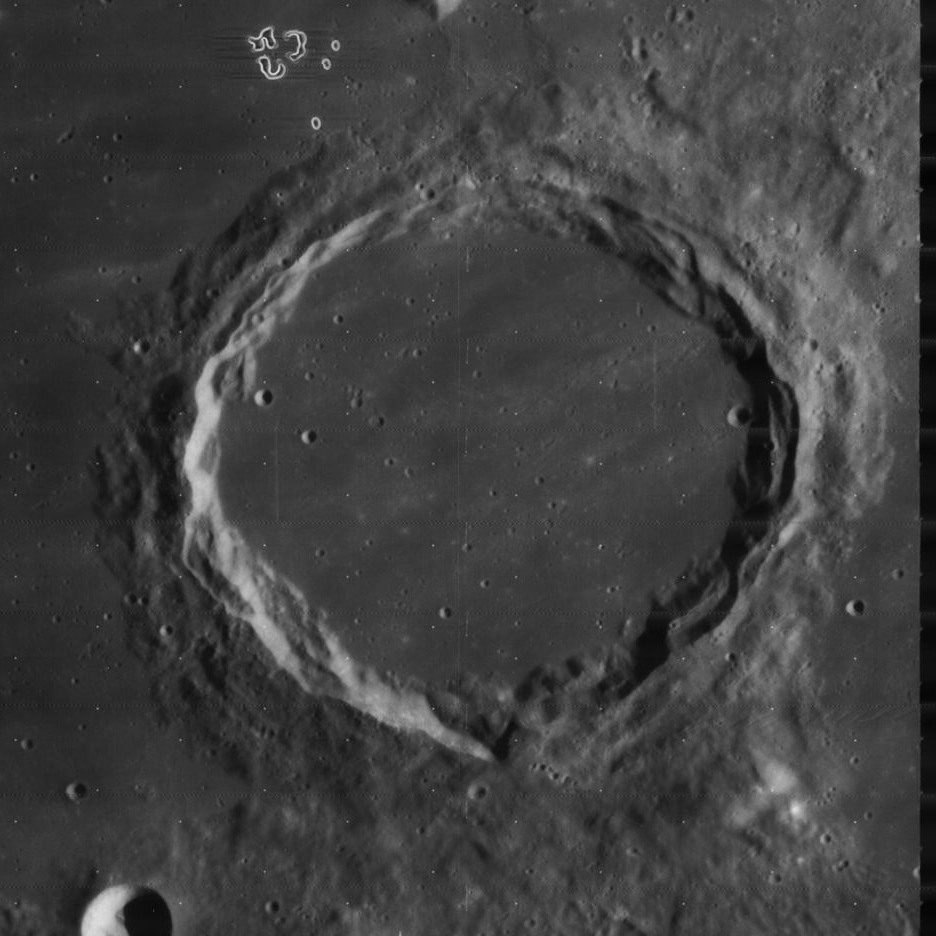
Зображення з Лунар орбітер — 4
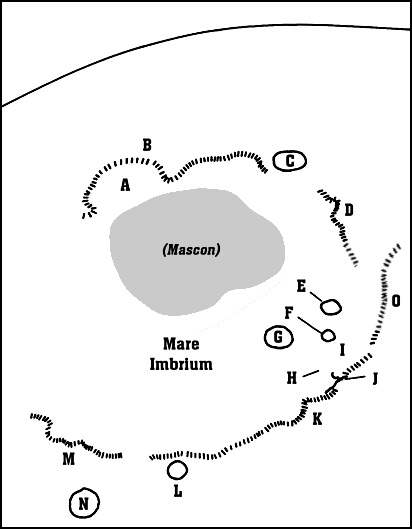
Детальна карта особливостей Моря Дощів. Архімед - це об'єкт, позначений літерою "G".
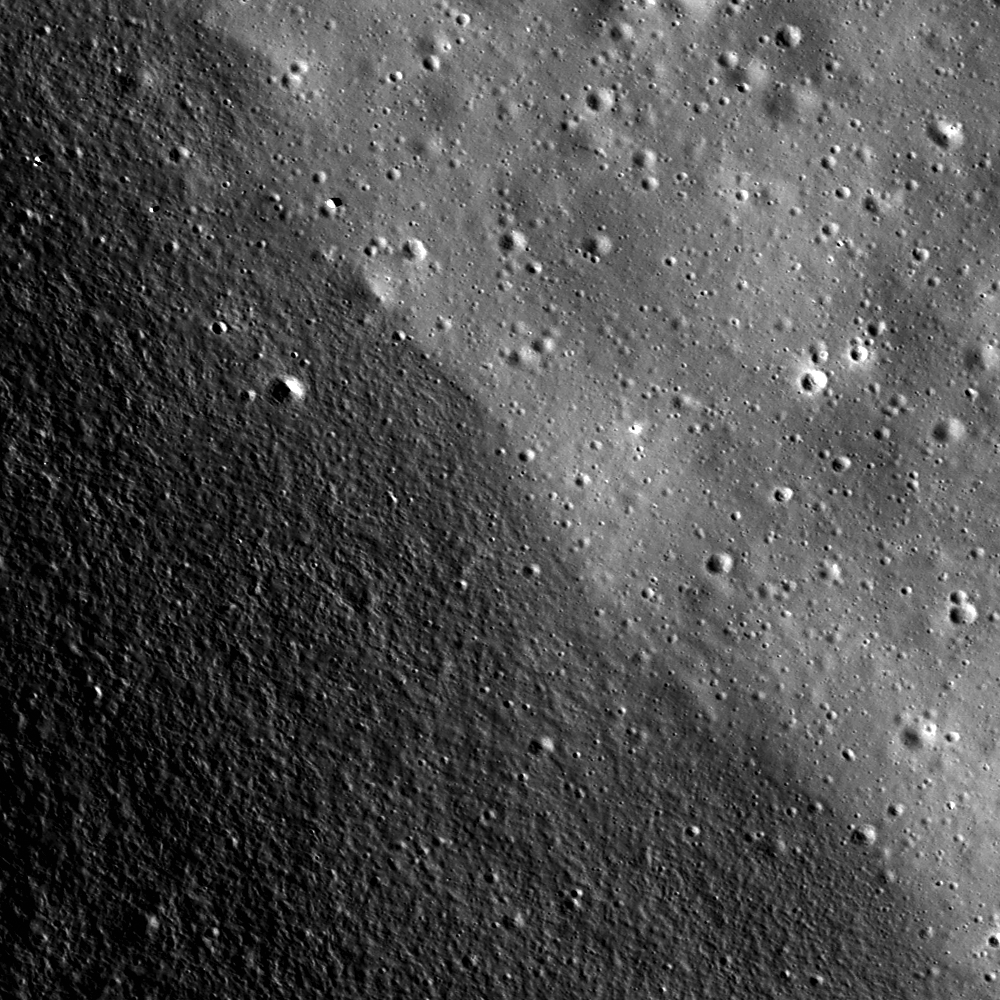
Зображення з LRO контакту стіни кратера (внизу ліворуч) і дна (вгорі праворуч)